# Premi Nacional de Còmic
|  | No s'ha de confondre amb Premi Nacional del Còmic. |

El Premi Nacional de Còmic formà part dels Premis Nacionals de Cultura i fou concedit anualment per la Generalitat de Catalunya, reconeixent la trajectòria professional de cada persona, entitat o institució que hagi realitzat l'aportació més rellevant en el camp del còmic i en els llenguatges que s'hi relacionen, i té una dotació de 18.030 euros.
El premi fou designat per un jurat encapçalat pel Conseller de Cultura i era atorgat en una cerimònia realitzada entre els mesos de setembre i octubre presidida pel President de la Generalitat, conjuntament amb la resta de Premis Nacionals de Cultura. A principis d'abril de 2013 es va fer públic que el Govern de la Generalitat de Catalunya reduïa els premis Nacionals de Cultura de 16 a 10 guardonats, i n'abolia les categories, creant un sol guardó de Premi Nacional de Cultura, amb la intenció de "tallar el creixement il·limitat de categories".

## Guanyadors
Des del 2008 el Premi Nacional de Còmic s'ha atorgat a:
- 2008: Miguel Gallardo i María Gallardo per Maria y yo[4]
- 2009: Guillem Cifré
- 2010: Antonio Altarriba i Kim per El arte de volar
- 2011: Alfons López, Pepe Gálvez i Joan Mundet[5]
- 2012: Carme Solé